# 火曜ナイトドラマ
『火曜ナイトドラマ』（かようナイトドラマ）は、朝日放送テレビ（ABCテレビ）で2010年11月17日（16日深夜）から2020年1月8日（7日深夜）まで、水曜1:39 - 2:39（火曜深夜、番組編成により時間変更の場合あり）に放送されていた日本国外のドラマ枠である。
2020年1月22日（21日深夜）より、水曜どうでしょう（北海道テレビ制作）を開始する。

## 現在放送されている日本国外のドラマ
- グッド・ワイフ（2019年7月31日 - 2020年1月8日）

## 過去に放送されていた日本国外のドラマ
- レバレッジ 〜詐欺師たちの流儀（シーズン1）
- THE FLASH/フラッシュ（シーズン2）
- スキャンダル 託された秘密（シーズン1 - 2）
- THE BLACKLIST/ブラックリスト（シーズン2）
- アンダー・ザ・ドーム (テレビドラマ)（シーズン1）
- THE FLASH/フラッシュ（シーズン1）
- THE BLACKLIST/ブラックリスト（シーズン1）
- ARROW/アロー（シーズン1）
- リベンジ（シーズン3）
- アンフォゲッタブル 完全記憶捜査（シーズン1）
- リベンジ（シーズン2）
- NIKITA / ニキータ（シーズン1）
- リベンジ （シーズン1）
- ライ・トゥ・ミー 嘘の瞬間（ファイナルシーズン）
- ライ・トゥ・ミー 嘘の瞬間（シーズン2）
- One Tree Hill（シーズン2）
- ホワイトカラー（シーズン1）
- クローザー（シーズン1）
- ライ・トゥ・ミー 嘘の瞬間（シーズン1）
- One Tree Hill（シーズン1）
- アンダー・ザ・ドーム (テレビドラマ)（シーズン2、2018年11月28日 - 2019年7月24日）